# Wang Ming (Komponistin)
Wang Ming (chinesisch 王冥, Pinyin wáng míng, W.-G. wang ming; * 5. November 1962 in Taipeh, Taiwan) ist eine chinesische Komponistin, die in Taiwan und Österreich lebt.

## Ausbildung
Wang Ming ist Tochter eines Malers aus Nordchina und einer in Vietnam aufgewachsenen Chinesin. Ihre Eltern hatten sich in Taiwan kennengelernt, wo sie in Taipeh geboren wurde und aufwuchs. Von 1968 bis 1977 besuchte sie dort die Pflichtschule und studierte zunächst Europäische Malerei an der Fachhochschule Tainan, wo sie 1982 ihren Abschluss machte.
Gleichzeitig beschäftigte sie sich mit Musik, erlernte die traditionellen chinesischen Zupfinstrumente Guzheng sowie Pipa und errang als Interpretin mehrfach Preise bei Musikwettbewerben. Ab 1982 studierte sie chinesische Musik an der Chinese Culture University mit Bachelor-Abschluss und trat als Solistin und Kammermusik-Interpretin auf. Überdies wirkte sie im Rundfunkorchester für traditionelle chinesische Musik mit. Ab 1986 erweiterte sie ihre Studien in den Fächern Komposition und Tonsatz bei Nan-Chang Chien (* 1948) am National Institute of the Arts in Taipeh.
1989 ging sie nach Österreich und studierte an der Universität für Musik und darstellende Kunst in Wien bei Claus Ganter und Karl Heinz Füssl. Nach dem Diplom 1991 setzte sie dort ihre Ausbildung in den Fächern Komposition bei Dieter Kaufmann und Formanalyse bei Günter Kahowez fort und belegte außerdem die Fächer Computermusik und elektronische Medien. Beide Studien schloss sie 1997 ab, das Zusatzfach elektronische Komposition 2003, jeweils mit Auszeichnung. Zusätzlich zu ihren Studien belegte sie Kompositionskurse, so die Darmstädter Ferienkurse (1990, 1996 und 2002) und die Internationale Sommerakademie (1998/1999) an der Universität für Musik und darstellende Kunst Graz bei Beat Furrer.

## Schaffen
Seit 1989 ist sie als Interpretin, Dozentin und Komponistin tätig. Der Kulturaustausch zwischen Europa und Asien zählt zu ihren wichtigsten Anliegen. 
Als Interpretin und Dozentin tritt sie mit der Wölbbrettzither Guzheng und dem Lauteninstrument Pipa international auf und hält musikwissenschaftliche Vorträge u. a. zu Themen wie Transkulturalität (2017). Sie lehrt etwa an der Universität Wien und an der Ludwig-Maximilians-Universität München, und unterrichtete Meisterklassen an der Universität Hongkong (2012).
Als Komponistin schreibt Wang Ming zeitgenössische Musik, sowohl für traditionelle chinesische wie für europäische, klassische Instrumente, auch für Elektronik und elektroakustische Besetzungen – häufig in kombinierten Ensembles.
Ihr Schaffen umfasst schwerpunktmäßig Kammermusik, darunter auch Werke für Soloinstrumente, ferner Werke für größere Ensembles oder Orchester, Vokalmusik, darunter eine Kantate für Chöre und Orchester, und Kinderopern. Ihre Werke erscheinen bei Edition HH in Bicester (England), Einspielungen gibt es auf CD-Labels wie Telos, Capriccio, Orlando und Kairos.
Als Komponistin ist sie mit Aufführungen, darunter etlichen Ur- und Erstaufführungen, in Asien und in Europa vertreten, in Konzertstätten wie dem Musikverein Wien, der Griechischen Nationaloper und der National Concert Hall Taipei, zudem bei Festivals, u, a. beim International Modern Music Festival in Keelung (Taiwan 1997), beim Beijing Modern Music Festival (2013), bei den ISCM World Music Days in Beijing (2018), bei den Wiener Festwochen (1999), bei den Tagen der Neuen Musik Burghausen (2012), beim Steirischen Herbst in Graz, bei Wien Modern, beim Carinthischen Sommer und beim Komponist:innenforum Mittersill (2023).
Zu den Aufführenden ihrer Werke zählen u. a. Dennis Russell Davies, das ORF Radio-Symphonieorchester Wien, das Taiwaner Ensemble Chai Found Music Workshop, ferner Walter Auer, Soloflötist der Wiener Philharmoniker, Sylvie Lacroix, das Ensemble die reihe und das Ensemble Kontrapunkte unter Peter Keuschnig.

## Zitat
„Ich bemühe mich nicht, westlich und östlich zu verbinden – ich tue es einfach, wann immer ich komponiere. Es sind die zwei Sphären meines Lebens und Schaffens.“

## Auszeichnungen
- Bundeskanzleramt Österreich Kunst und Kultur: Staatsstipendien, Ehrenpreis
- Stadt Wien: Förderungspreis
- Bundeskanzleramt, Sektion für Kunst und Kultur: Kompositionsförderungen (2016, 2017), Staatsstipendium (2018)
- Bundesministerium für Kunst, Kultur, öffentlichen Dienst und Sport: Kompositionsförderung (2021).[4]